# The Westin Las Vegas Hotel & Spa
The Westin Las Vegas Hotel & Spa – hotel i kasyno w Paradise, w amerykańskim stanie Nevada. Stanowi własność Columbia Sussex w ramach franczyzy z korporacją Westin Hotels & Resorts. The Westin Las Vegas Hotel & Spa był jednym z pierwszych obiektów w Las Vegas, które wprowadziły zakaz palenia w niemalże wszystkich sekcjach hotelu; palenie dozwolone jest jedynie na wydzielonym obszarze kasyna.
W skład The Westin Las Vegas Hotel & Spa wchodzi hotel z 825 pokojami, kasyno o powierzchni 1.900 m², spa, trzy restauracje oraz teatr ze 185 miejscami. Kasyno posiada niespełna 300 automatów do gry i maszyn do video pokera oraz zaledwie dziesięć stołów do gier; dużo mniej niż megakompleksy przy the Strip czy chociażby kasyna skierowane przede wszystkim w stronę lokalnych graczy z Las Vegas lub okolic. Zamiast tego, The Westin Las Vegas Hotel & Spa skupia się bardziej na atrakcjach hotelu, takich jak wielkie spa, przyciągając gości, którzy zazwyczaj regularnie odwiedzają inne obiekty sieci Westin Hotels na świecie.
The Westin Las Vegas Hotel & Spa został otwarty 6 listopada 2003 roku. Był to jednocześnie pierwszy obiekt sieci Westin na świecie, który posiadał kasyno, a zarazem pierwszy Westin w stanie Nevada. 

## Historia
Obiekt został otwarty 1 lipca 1977 roku jako Maxim Hotel and Casino. Mimo że był mniejszy niż typowe hotele w Vegas, nawet przed narodzinami ery megakompleksów, popularność Maxim wynikała z uwagi, jaką przykładano do osobistej obsługi. Maxim działał w latach 80., jednak w latach 90. zaczął pogrążać się w kryzysie, nie wytrzymując konkurencji z wielkimi resortami, powstającymi przy the Strip. Ostatecznie kasyno Maxim zostało zamknięte w 1999 roku, w atmosferze sporów pomiędzy jego właścicielami a zarządcami. Hotel kontynuował działalność przez kolejne dwa lata, aż w 2001 roku także został zamknięty. Columbia Sussex wykupiła Maxim za 38 milionów dolarów, a następnie wydała kolejnych 90 milionów dolarów na gruntowne renowacje i przebudowy budynków. W 2003 roku obiekt został otwarty ponownie jako Westin Casuarina Las Vegas Hotel, Casino & Spa. Nazwa ta zaczerpnięta została od popularnego obiektu sieci Westin na wyspie Wielki Kajman.
Maxim był miejscem strzelaniny, w wyniku której, w 1996 roku, śmierć poniósł raper Tupac Shakur. Shakur był pasażerem BMW, które zatrzymało się na czerwonych światłach, na drodze przed kasynem. Z prawej strony samochodu pojawił się biały Cadillac, z którego niespodziewanie otworzył się ogień, oddając 12 strzałów. Pięć z nich raniło rapera, który zmarł tydzień później, w wyniku odniesionych obrażeń.